# Volvo 850
Volvo 850 – samochód osobowy klasy wyższej produkowany przez szwedzką markę Volvo w latach 1991–1996.

## Historia i opis modelu

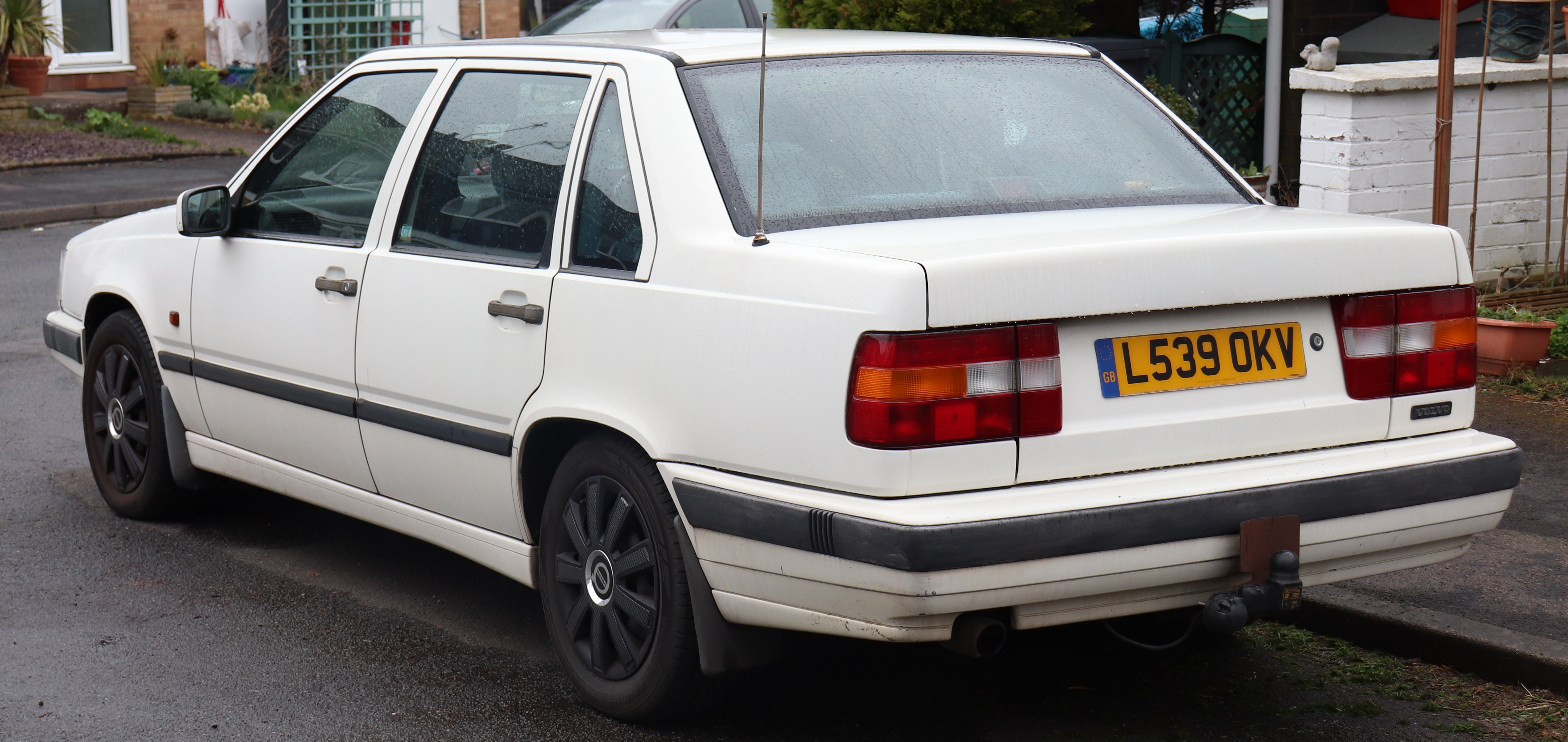
Volvo 850 - tył

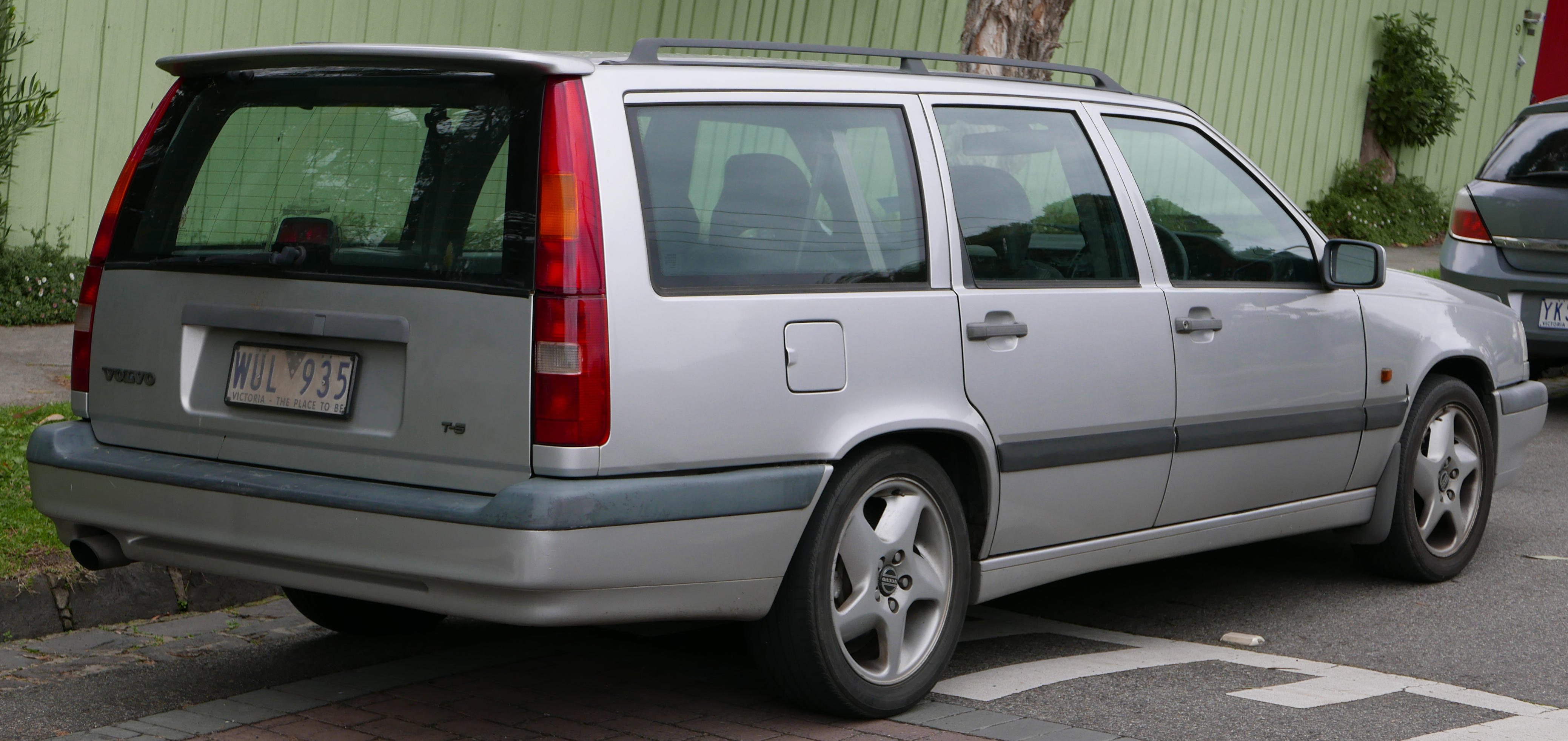
Volvo 850 Kombi

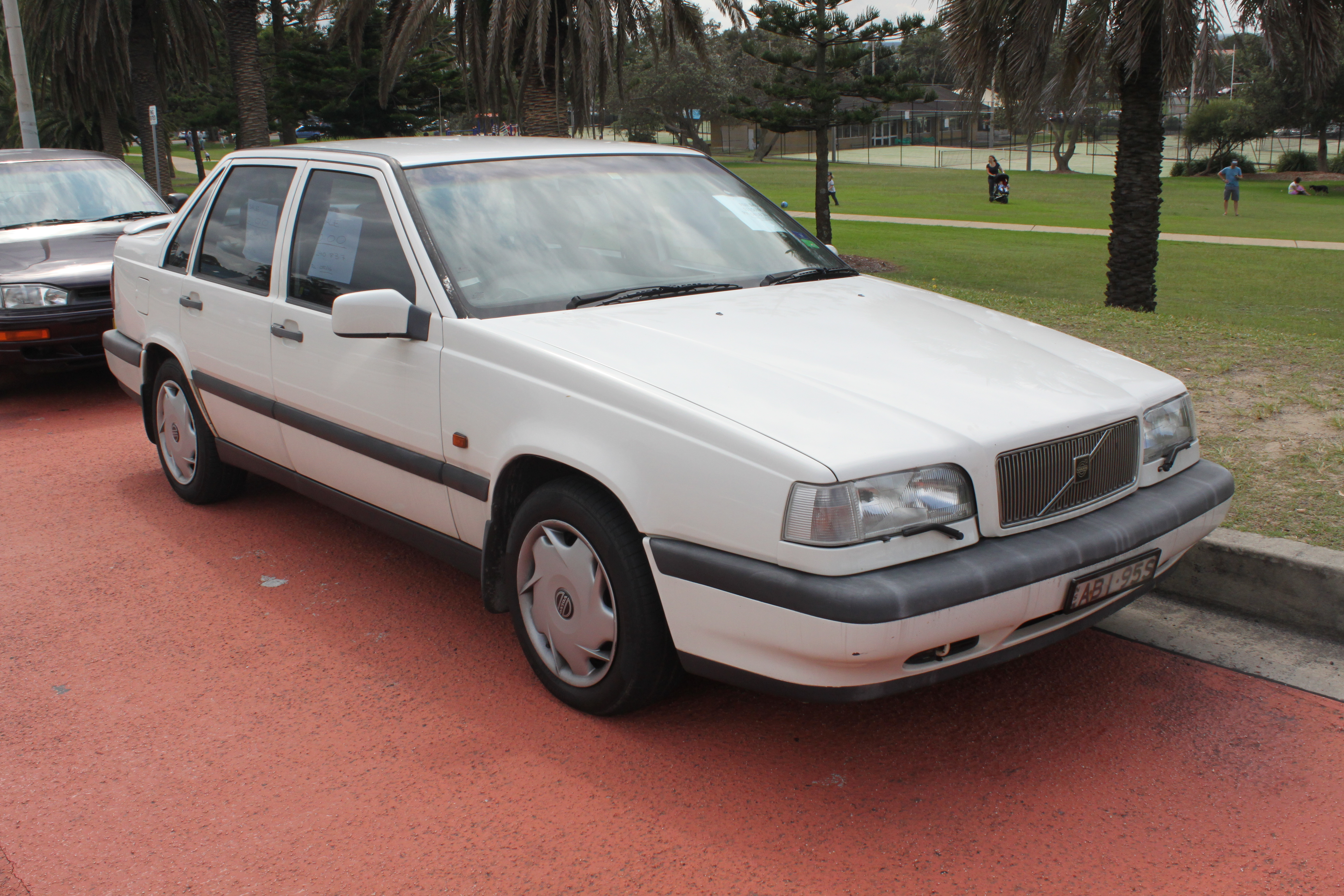
Volvo 850 po liftingu

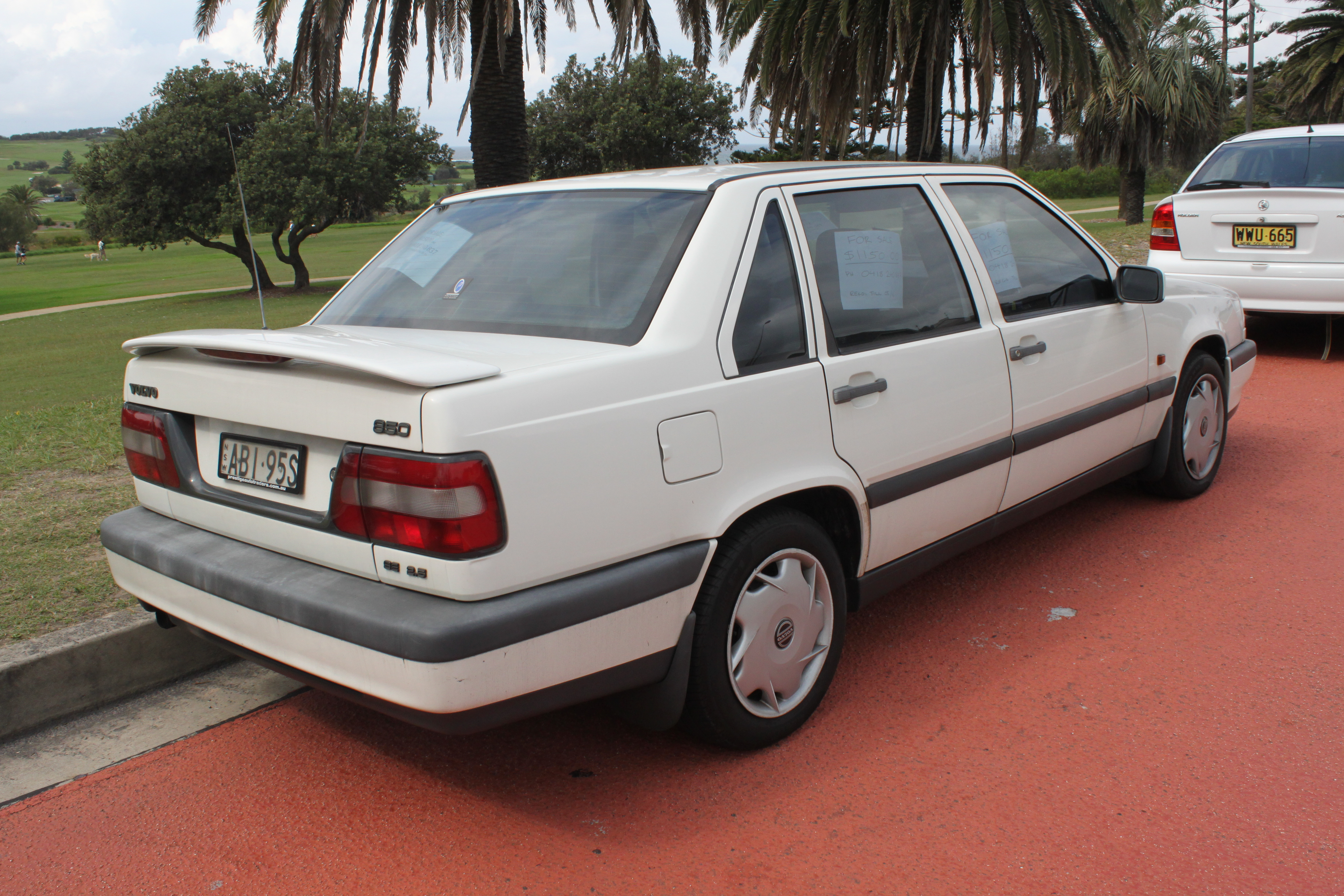
Volvo 850 - tył po liftingu

Produkcję modelu 850 rozpoczęto w roku 1991 w wersji sedan, z silnikiem 2.5 170 KM. W 1993 roku zaprezentowano wersję kombi. Na rok modelowy 1994 auto poddano drobnym zmianom stylistycznym. Najbardziej zauważalną była zmiana wyglądu przednich reflektorów. Zamiast wielkich prostokątów podobnych jak w modelach 740 i 940 zastosowano bardziej smukły kształt przednich lamp. Z czasem wprowadzano kolejne wersje silnikowe (patrz ramka). Wersja 850 T5 otrzymała silnik 2.3 turbo o mocy 225 KM, 240 oraz 250 (wersja R). Wyjątek stanowił rynek włoski gdzie ze względów podatkowych (wysokie koszty ubezpieczenia) oferowano model T5 z silnikiem 2.0 turbo o mocy 211 KM. Skrzynię automatyczną można było zamówić z mocniejszymi silnikami (powyżej 2.0). Pod koniec produkcji w 1996 roku pojawił się silnik Diesla R5 z bezpośrednim wtryskiem o pojemności 2.5 140 KM. Podobnie jak jednostka R6 2.4 diesel stosowana w modelach 740/940, silnik ten też pochodził z koncernu Volkswagena, jednak popularność osiągnął dopiero po modernizacji na rok modelowy 1997. Zmieniono m.in. pas przedni, tylne lampy w sedanie, deskę rozdzielczą, boczki drzwi. Wraz z liftingiem nastąpiła zmiana nazwy. Od 1997 roku modele sedan nosiły nazwę S70, a kombi V70. Modele S70/V70 bazujące na modelu 850 produkowano do 2000 roku, kiedy to nastąpiła premiera zupełnie nowych modeli Volvo S60 i V70.